# Абу Муслим
Абу Муслим Абд ал-Рахман ибн Муслим Хорасани (на арабски: أبو مسلم عبد الرحمن بن مسلم الخراساني‎) e абасидски военачалник.
Той е роден през 718 година в Мерв или Исфахан, като произходът му е спорен. През 743 година, след началото на гражданската война между привържениците на Умаядите и Абасидите е изпратен от Абасидите в Хорасан и през следващите години установява контрол над областта. През 750 година води абасидската армия в битката на Заб, когато Умаядите са окончателно разгромени. След 754 година влиза в конфликт с новия халиф Абу Джафар ал-Мансур.
Абу Муслим е убит през 755 година в Ктезифон по време на аудиенция при Ал-Мансур.